# Helge Schwab
Helge Schwab (* 20. Oktober 1971 in Ittlingen) ist ein deutscher Politiker der Freien Wähler. Seit 2021 ist er Mitglied des rheinland-pfälzischen Landtags und seit 2024 Vorsitzender der Landtagsfraktion.

## Leben und Beruf
Schwab wuchs in Ittlingen auf. Er besuchte das Wirtschaftsgymnasium in Sinsheim und ging danach zur Bundeswehr, seinen Grundwehrdienst leistete er in Horb am Neckar ab. 1992 ließ er sich in München zum Sanitätsunteroffizier OP-, Labor-Gehilfe und Schockbekämpfungsunteroffizier ausbilden, zwei Jahre später in Ulm zum Anästhesiefeldwebel. 1995 wurde er als UN-Blauhelm-Soldat im ehemaligen Jugoslawien eingesetzt. Unter der Fortbildungsstufe B studierte er in Darmstadt Sozialpädagogik und schloss als staatlich anerkannter Erzieher ab. 2001 besuchte er in Hannover den Lehrgang zum Offizier, 2012 erfolgte die Ausbildung zum Personalstabsoffizier. Momentan ist er Personal- und Standortoffizier bei der Truppenübungsplatzkommandantur in Baumholder.
Schwab ist evangelisch, verheiratet und Vater eines Sohnes. Er wohnt in Hüffler.

## Politik
Schwab ist hauptsächlich auf lokalpolitischer Ebene aktiv, so ist er seit 2009 Ortsbürgermeister der Gemeinde Hüffler und seit 2014 Vorsitzender der FWG im Landkreis Kusel, seit 2017 ist er stellvertretender Vorsitzender des FWG-Landesverbandes Rheinland-Pfalz. Seit 2014 ist er zudem Fraktionsvorsitzender der FWG im Kuseler Kreistag, im selben Jahr wurde er zum Beigeordneten der Verbandsgemeinde Glan-Münchweiler gewählt. Dieses Amt bekleidete er bis zur Auflösung der VG zum 31. Dezember 2016. Seit 2017 gehört er dem Rat der neuen Verbandsgemeinde Oberes Glantal an. Seit 2019 ist er Kreisbeigeordneter des Landkreises Kusel. Daneben gehört er dem Kommunalen Rat des Landes Rheinland-Pfalz und dem Vorstand des Gemeinde- und Städtebundes Rheinland-Pfalz an.
Bei der Landtagswahl 2016 trat Schwab als Kandidat der Freien Wähler im Wahlkreis Kusel an und erhielt 7,5 Prozent der Wahlkreisstimmen. Zur Wahl 2021 kandidierte er erneut im Wahlkreis Kusel und kam diesmal auf 11 Prozent der Wahlkreisstimmen. Er zog über den Listenplatz 3 in den Landtag ein. Bis Juni 2024 war er stellvertretender Fraktionsvorsitzender der Freien Wähler im Landtag Rheinland-Pfalz. Ende Juni 2024 wurde er als Nachfolger von Joachim Streit zum Fraktionsvorsitzenden gewählt. Unter seiner Führung verließen zwei Abgeordnete die Fraktion der Freien Wähler im Landtag, so dass diese ihren Fraktionsstatus verlor. Gemeinsam mit den verbliebenen Abgeordneten beantragte er einen Status als "Parlamentarische Gruppe", der Mitte November durch den Landtag genehmigt wurde. Dieser Gruppe steht er als Vorsitzender vor.